# Wrocławianin
Grupa wydawnicza Wrocławianin – wydaje trzy magazyny:
- „Wrocławianin – magazyn miejski” – miesięcznik, nakład: 15 tys. egzemplarzy, o tematyce społeczno-kulturalnej wydawany od 2005 we Wrocławiu, kolportowany jest na terenie aglomeracji wrocławskiej. Dane techniczne: format A3, kolor.

- „Wrocławianin – magazyn Polski zachodniej i południowej” – miesięcznik, nakład: 25 tys. egzemplarzy, bezpłatny miesięcznik wspierający dolnośląskie i opolskie samorządy. Pokazuje sukcesy firm działających na krajowym i zagranicznym rynku, promuje najlepsze samorządy, atrakcyjne miejsca do zamieszkania, inwestowania, wypoczynku. Obejmuje swym zasięgiem obszar Dolnego Śląska, Opolszczyzny i województwa lubuskiego. Dane techniczne: format A3, kolor.

- „Wrocławski Senior” – miesięcznik, nakład: 15 tys. egzemplarzy, magazyn poświęcony sprawom wrocławskich seniorów i do nich adresowany. Ma charakter informacyjno-poradnikowy. Gazeta przyjazna osobom starszym, z interesującymi dla nich artykułami, do której chętnie zajrzą również młodsi czytelnicy, którzy chcą wiedzieć, jakimi sprawami żyją ich dziadkowie i babcie. „Wrocławski Senior” przełamuje stereotypy – przedstawia aktywnych seniorów, którzy chcą korzystać z propozycji przygotowanych przez różne firmy i instytucje dla osób 55+. Dane techniczne: format A4, kolor, kreda.

Grupa Wydawnicza „Wrocławianin” ma stały patronat mediowy nad Operą Wrocławską, Muzeum Miejskim Wrocławia, Muzeum Narodowym, Ośrodkiem Kultury i Sztuki we Wrocławiu, Wrocławskim Centrum Seniora, Miejską Biblioteką Publiczną we Wrocławiu, Centrum Informacji i Rozwoju Społecznego, Dolnośląskim Festiwalem Nauki, pierwszoligowym klubem koszykarek WTK Ślęza Wrocław, Dolnośląskim Forum Politycznym i Gospodarczym w Krzyżowej oraz wrocławskim zoo, z którym prowadzi akcję „Gmino, przytul żyrafę”.
Współpracuje również z Kinem Helios, Wydawnictwem „Replika”.